# Municipio de Lake (condado de Benzie)
El municipio de Lake (en inglés: Lake Township) es un municipio ubicado en el condado de Benzie en el estado estadounidense de Míchigan. En el año 2010 tenía una población de 759 habitantes y una densidad poblacional de 8,34 personas por km².

## Geografía
El municipio de Lake se encuentra ubicado en las coordenadas 44°42′28″N 86°8′32″O / 44.70778, -86.14222. Según la Oficina del Censo de los Estados Unidos, el municipio tiene una superficie total de 90.97 km², de la cual 60.58 km² corresponden a tierra firme y (33.41%) 30.39 km² es agua.

## Demografía
Según el censo de 2010, había 759 personas residiendo en el municipio de Lake. La densidad de población era de 8,34 hab./km². De los 759 habitantes, el municipio de Lake estaba compuesto por el 97.89% blancos, el 1.32% eran amerindios, el 0.13% eran asiáticos, el 0.53% eran de otras razas y el 0.13% pertenecían a dos o más razas. Del total de la población el 1.05% eran hispanos o latinos de cualquier raza.